# Équipe d'Italie masculine de kayak-polo
L'équipe d'Italie de kayak-polo est l'équipe masculine qui représente l'Italie dans les compétitions majeures de kayak-polo.
Elle est constituée par une sélection des meilleurs joueurs italiens.
Elle compte à son palmarès deux titres de vice-champion du monde (en 1996 et 2006) et un titre de champion d'Europe (en 2009).

## Joueurs actuels
Sélection pour les Championnats du monde de kayak-polo 2012
| Numéro | Nom                      | Club              | Date de naissance |
| ------ | ------------------------ | ----------------- | ----------------- |
| 6      | Andrea Romano            | KST 2001 Siracusa |                   |
| 10     | Giampiero De Luca        | PS Chiavari       |                   |
| 3      | Davide Novara            | KST 2001 Siracusa |                   |
| 5      | Davide D'Addelfio        | Mariner CC        |                   |
| 4      | Paolo di Martino         | CN Posillipo      |                   |
| 2      | Alessandro Vaino         | CN Posillipo      |                   |
| 1      | Andrea Bertelloni        | PS Chiavari       |                   |
| 7      | Marco Porzio             | PS Chiavari       |                   |
| 8      | Diego Pagano (capitaine) | CN Posillipo      |                   |
| 9      | Luca Bellini (it)        | PS Chiavari       |                   |

Sélection pour les Championnats d'Europe de kayak-polo 2007
| Numéro | Nom                      | Club | Date de naissance |
| ------ | ------------------------ | ---- | ----------------- |
| 11     | Luca Bellini             |      |                   |
| 3      | Davide D'addelfio        |      |                   |
| 1      | Giampiero De Luca        |      |                   |
| ?      | Alessandro Morodei       |      |                   |
| 7      | Diego Pagano (capitaine) |      |                   |
| 4      | Fabio Pertusio           |      |                   |
| ?      | Alessandro Tixe          |      |                   |
| ?      | Alessandro Vaino         |      |                   |
| 2      | Rodolfo Vastola          |      |                   |

## Palmarès
Parcours aux championnats d'Europe
- 1995 : 5e
- 1997 : 3e
- 1999 : 3e
- 2001 : 5e
- 2003 : 5e
- 2005 : 6e
- 2007 : 4e
- 2009 : 1re
- 2011 : 5e

Parcours aux championnats du Monde
- 1994 : 9e
- 1996 : 2e
- 1998 : 3e
- 2000 : 4e
- 2002 : 4e
- 2004 : 5e
- 2006 : 2e
- 2008 : 3e
- 2010 : 3e

Parcours aux jeux mondiaux
- 2005 : 4e
- 2009 : 4e
- 2013 : 3e
- 2017 : 2e